# Protestantische Pfarrkirche (Gauersheim)
Die Protestantische Pfarrkirche Gauersheim ist eine ehemalige Wehrkirche in Gauersheim, einer Ortsgemeinde im Donnersbergkreis in Rheinland-Pfalz. Die Pfarrkirche liegt in dem alten, um 1800 aufgelassenen Friedhof.

## Geschichte
Bereits für das Jahr 835 ist eine dem Evangelisten Johannes geweihten Kapelle in Gomaritesheim (Gauersheim) nachweisbar. Diese wurde mitsamt dem Dorf von Kaiser Ludwig dem Frommen an das Kloster Prüm in der Eifel verschenkt. Bis ins 11. Jahrhundert verbleiben Dorf und Kapelle in dessen Besitz und werden verschiedenen Herrschaften als Lehen gegeben. Später etablieren sich die Leininger als weltliche und das Kloster Rothenkirchen als geistliche Herrscher über Gauersheim. Für 1521 ist ein Marienpatrozinium nachgewiesen, welches sich bis heute im Wappen von Gauersheim niederschlägt.
Seit 1551 ist die Kirche lutherisch.
Der Chorturm wurde im 13. Jahrhundert errichtet. Das in den Kriegen des 17. Jahrhunderts stark mitgenommene Kirchenschiff aus dem 15. Jahrhundert ließen die Freiherrn von Wallbrunn um 1751 nach Norden erweitern. Unter den Grabsteinen des 18. Jahrhunderts auf dem alten Friedhof ist wegen seiner aufwändigen Gestaltung (Segmentgiebel, Trophäen) der des königlich-preußischen Leutnants Johann Franz Ludwig von Löwenhaupt († 1786) besonders hervorzuheben.

## Pfarrei
Die Pfarrei Gauersheim gehört zum Dekanat Donnersberg innerhalb der Evangelischen Kirche der Pfalz und umfasst heute (2024) ebenso die Dörfer Ilbesheim, Rittersheim und Stetten.

## Architektur
Ältester Gebäudeteil ist der dreigeschossige Chorturm, der um 1300 errichtet wurde und einen barocken Aufsatz besitzt. Der Altarraum wird von einem Kreuzrippengewölbe überspannt. Das Kirchenschiff ist teilweise noch gotisch erhalten und wurde 1751 (Inschrift im Portal) nach Norden zu einer querrechteckigen Kirche erweitert. Im Chor befindet sich eine gotische Sakramentsnische aus dem 15. Jahrhundert.

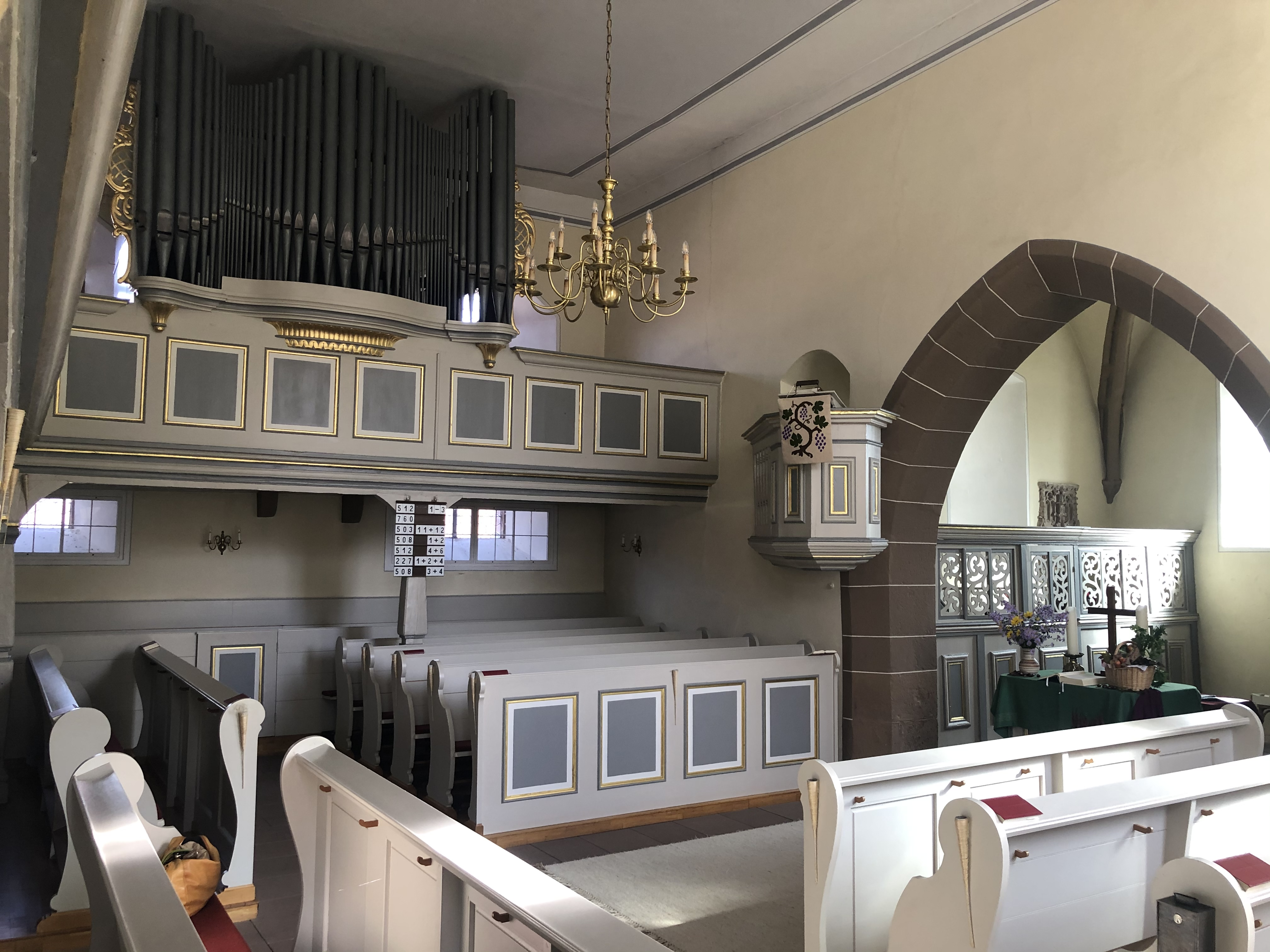
Innenansicht
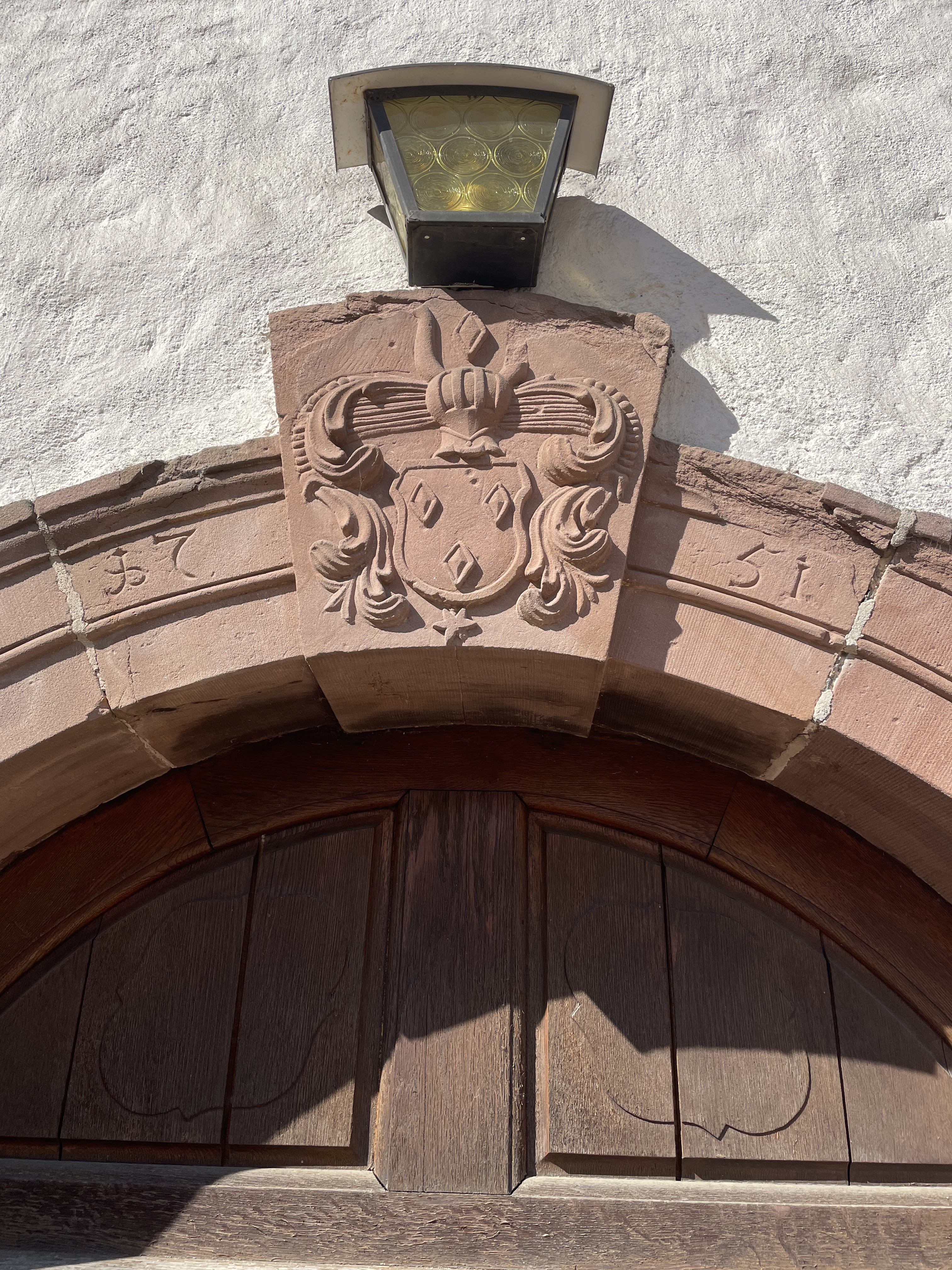
Portal, bezeichnet 1751

## Ausstattung
Im Chorturm der Kirche befinden sich künstlerisch bedeutsame Grabmale:
- Epitaph des Friedrich Steben von Einselthum († 12. März 1549),[4] lebensgroße, detailreiche Harnischfigur im Halbrelief, bez. mit 1555 und der Signatur C. F., die in der älteren Literatur mit Conrad Forster, in der neueren mit „Meister des Hutten-Epitaphs in Steinheim/Hessen“ aufgelöst wird.
- Doppelepitaph des Wolf von Oberstein († 1602) und seiner Ehefrau Maria († 1606), geb. Horneck von Weinheim, lebensgroße, fast vollplastische Figuren der Verstorbenen in detailreichem Harnisch und beeindruckender Witwentracht (dem Michel Henckhell aus Bergzabern zugeschrieben, Farbfassung stark erneuert, teilw. heraldisch falsch) und
- die wappengeschmückte Grabplatte der Anna Sophia von Wallbrunn, geb. Vogtin von Hunolstein († 1666 in Kirchheimbolanden).[4][6]

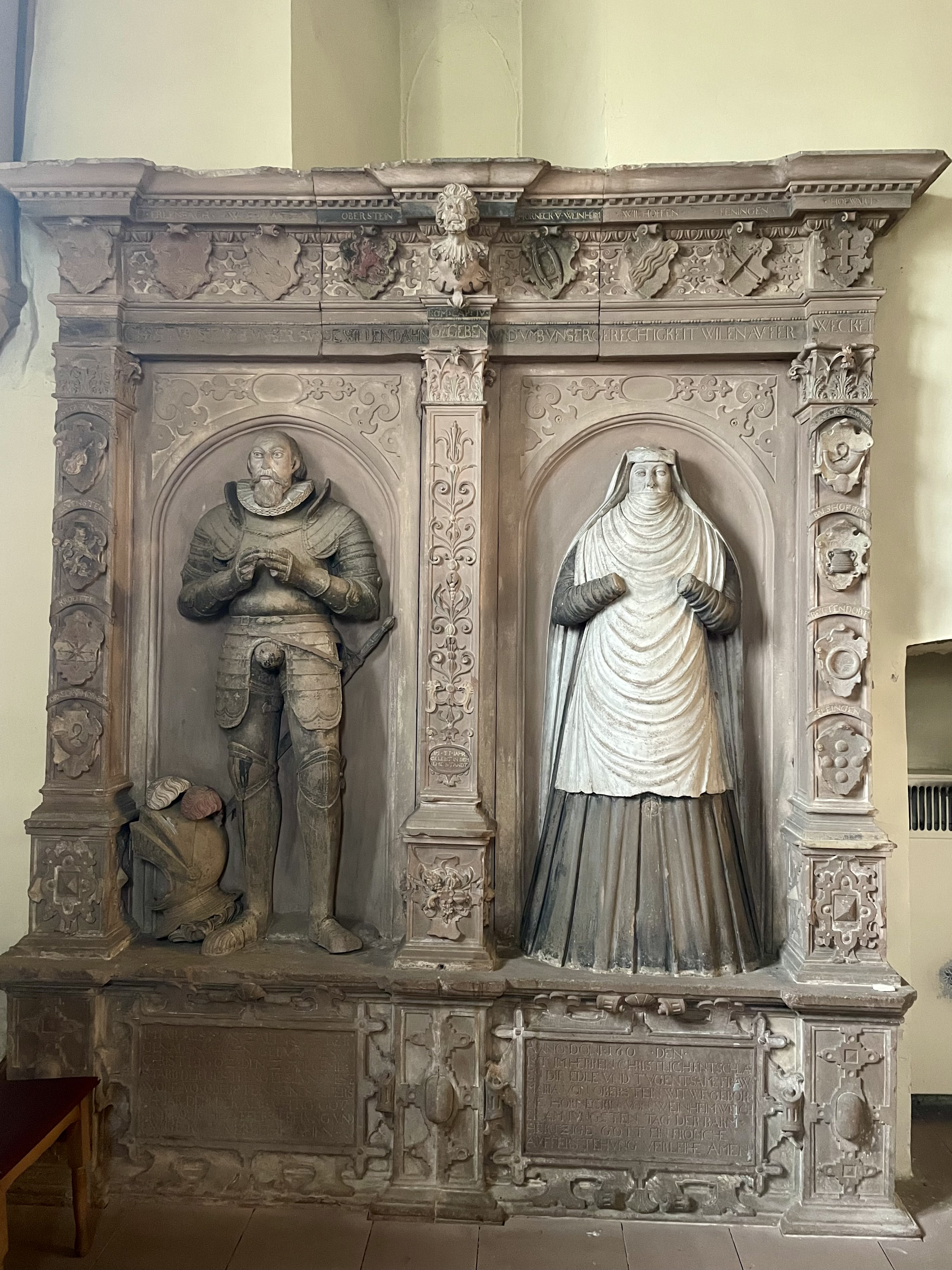
Doppelepitaph im Chorturm